# Hetty Plümacher
Hedwig Mathilde Plümacher, verheiratete Hedwig Mathilde Lipp (* 3. Dezember 1919 in Solingen; † 3. Juni 2005 in Steinenbronn) war eine deutsche Opernsängerin (Mezzosopran und Alt).

## Leben
Hetty Plümacher, amtlich Hedwig Matilde Lipp geb. Plümacher, studierte Gesang in Köln. Nach einem ersten Engagement in Oslo ab 1942 wurde sie von 1946 bis 1976 zum Mitglied des Ensembles der Württembergischen Staatsoper Stuttgart berufen. Oftmals trat sie in München und Wien, nach und nach aber auch an allen großen europäischen Opernhäusern zu Gastspielen auf. Außerdem wirkte sie bei den Festspielen in Salzburg (1963–1965) und Bayreuth (1953–1957) und bei den Schwetzinger Festspielen 1957 mit.
Ihre Rollenschwerpunkte lagen zunächst in Opern von Mozart und Richard Strauss, später spielte sie auch dramatische Rollen in Wagner-Opern. Daneben war sie für die Passionen von Johann Sebastian Bach, die Oratorien von Händel und Mendelssohn und das Requiem von Giuseppe Verdi eine gefragte Konzertsolistin.
Nach ihrem Bühnenabgang unterrichtete sie als Professorin am Mozarteum in Salzburg und an der Musikhochschule Stuttgart.
Ein halbes Jahr nach ihrem 85. Geburtstag starb die Kammersängerin Hetty Plümacher am 3. Juni 2005 an ihrem langjährigen Wohnsitz in Steinenbronn. Ihr Grab befindet sich in Dettenhausen.

## Diskografie
- Die schweigsame Frau – Richard Strauss – Wiener Philharmoniker, Karl Böhm, Interpreten: Fritz Wunderlich, Hermann Prey, Hetty Plümacher, Hilde Güden. Audio-CD, Deutsche Grammophon (Universal)
- Parsifal – Richard Wagner – Hans Knappertsbusch 1954, Interpreten: Josef Greindl, Wolfgang Windgassen, Hetty Plümacher. Archipel 4CD ARPCD 0283
- Hetty Plümacher – Arias from Nozze, La Clemenza di Tito, Il Turco in Italia, Mignon, Die Lustigen Weiber von Windsor, Les Contes d’Hoffmann, Madama Butterfly, Marta, La Cenerentola, Samson et Dalila, Forza, Die toten Augen, Der Bettelstudent & Oberon. uraCant 2055, Broadcast Performances, 1949–61
- Les Contes d'Hoffmann – Jacques Offenbach – Hans Müller-Kray, mit Hetty Plümacher. Rec. 1949/Walhall Eternity / 2 CD
- Der Ring des Nibelungen – Richard Wagner – Wiener Philharmoniker, Sir Georg Solti, Interpreten: George London, Hetty Plümacher, Kirsten Flagstad, Waldemar Kmentt, Gottlob Frick. Decca
- Die Zauberflöte – Wolfgang Amadeus Mozart – Wiener Philharmoniker, Sir Georg Solti, Interpreten: Cristina Deutekom, Dietrich Fischer-Dieskau, Hetty Plümacher (Dritte Dame), Hermann Prey, Renate Holm, Gerhard Stolze, René Kollo. DECCA 479/81 Stereo, Box, 3 LPs + Book – AA -
- Bluthochzeit – Wolfgang Fortner – Ferdinand Leitner, mit Hetty Plümacher. Immortal DVD Cat. No. – IMM950017
- Oberon – Carl Maria von Weber – Wilhelm Schüchter, mit Hetty Plümacher. Eurodisc 70828 {1LP} (1964)
- Madame Butterfly – Giacomo Puccini – Ferdinand Leitner 1960, Interpreten: Anny Schlemm, Sandor Konya, Hetty Plümacher, Kim Borg. Deutsche Grammophon
- Martha – Friedrich von Flotow – Interpreten: Wilma Lipp, Hetty Plümacher. Relief CD album (2 volumes), 02/2006
- Hans Heiling – Heinrich Marschner – Joseph Keilberth, Interpreten: Hermann Prey, Hetty Plümacher. MYTO RECORDS 2 MCD 005.232
- Die toten Augen – Eugen d’Albert, Walter Born 1951, Interpreten: Marianne Schech, Wolfgang Windgassen, Hetty Plümacher. Myto Historical Series 00152
- Rodelinda (Querschnitt) - G.Fr. Haendel - Hans Mueller-Kray (als Eduige unter ihrem ehelichen Namen Hedwig Lipp) - Mitwirkende: Friederike Sailer, Robert Titze, Franz Fehringer, Walter Hagner, Helmut Lips (Period, letztens [1963] Lyrichord LL 115)